# Europese kampioenschappen schaatsen afstanden 2020 - Ploegenachtervolging mannen
De ploegenachtervolging voor mannen op de Europese kampioenschappen schaatsen 2020 werd gereden op zondag 12 januari 2020 in ijsstadion Thialf in Heerenveen. Het was de tweede editie van de EK afstanden en de Nederlandse herenploeg prolongeerde de initiële titel uit 2018.

## Uitslag
| #      | Land        | Schaatsers                                             | Tijd    |
| ------ | ----------- | ------------------------------------------------------ | ------- |
| Goud   | Nederland   | Marcel Bosker Sven Kramer Patrick Roest                | 3.40,63 |
| Zilver | Rusland     | Denis Joeskov Aleksandr Roemjantsev Danila Semerikov   | 3.42,48 |
| Brons  | Noorwegen   | Håvard Bøkko Hallgeir Engebråten Sverre Lunde Pedersen | 3.43,39 |
| 4      | Italië      | Francesco Betti Andrea Giovannini Michele Malfatti     | 3.46,77 |
| 5      | Wit-Rusland | Yahor Damaratski Ihnat Halavatsjoek Vital Michajlaw    | 3.49,78 |
| 6      | Polen       | Marcin Bachanek Artur Janicki Szymon Palka             | 3.49,99 |